# Кищак-Федоро Ольга Степанівна
Ольга Степанівна Кища́к-Федо́ро (нар. 20 січня 1958, Львів) — українська писанкарка і педагог.

## Біографія
Народилася 20 січня 1958 року в місті Львові (нині Україна). Дочка різьбяра Степана і писанкарки Терези Кищаків, онука різьбяра Івана Кищака. 1980 року закінчила Львівський університет. З 1985 року працює старшим викладачем математики Міжрегіоного центру професійно-технічної освіти.

## Творчість
Створює традицні лемківські писанки у шпильковій техніці. Цьому мистецтву навчилася у матері та бабусі. З 2009 року у Львові бере участь у всеукраїнських та міжнарних фестивалях «Лемківська писанка». Окремі роботи зберігаються у Львівському музеї етнографії та художнього промислу.
З 1975 року учасниця народної хорової капели «Лемковина».